# Ирун
Иру́н (баск. Irun, исп. Irún) — город на севере Испании, в Стране Басков, в провинции Гипускоа. Муниципалитет находится в составе района (комарки) Бахо-Бидасоа.

## География
Население — 60 261 (2006). Расположен близ границы с Францией, на левом берегу реки Бидасоа, через которую соединён мостом с французским городом Андай.

## История
Исторически город был тесно связан с Наваррой. В 1200 году был присоединён к Кастилии. Первое письменное упоминание об Ируне относится к 1203 году. Из-за своего стратегического положения на границе трёх королевств (Кастилия, Наварра и Франция) постоянно подвергался нападениям неприятельских войск. До 1766 года зависел от ближайшего города Ондаррибия, 27 февраля 1766 года король Карл III даровал Ируну независимость.
В 1913 году Ирун получил статус города. Во время гражданской войны в Испании город был осаждён националистами и после упорного сопротивления капитулировал в сентябре 1936 года. При этом значительная часть города была уничтожена отступающими республиканцами.

## Экономика
Ирун — один из крупнейших городов провинции Гипускоа, благодаря своему приграничному положению стал важным торговым и транспортным центром, где французская железнодорожная ветвь компании SNCF соединяется с испанской железнодорожной  сетью RENFE. Через город проходит маршрут EuroCity Байонна — Сан-Себастьян.
Ирун, Ондаррибия и Андай образуют конурбацию бухты Чингуди (Txingudi).
Отрасли экономики: транспортное и электротехническое машиностроение, цементная, кожевенная, целлюлозно-бумажная промышленность, чёрная металлургия, производство керамических изделий. 
Изначально (с 1944 года) в этом городе располагалась машиностроительная компания «Sunsundegui», но спустя 12 лет, в 1956 году, она переехала в город Альсасуа.

## Достопримечательности
- Церковь Нуэстра Сеньора дель Хункаль (Iglesia de Nuestra Señora del Juncal). Построена в период с 1508 по 1606 год. Историко-художественный памятник. В 2006 году была проведена реставрация алтаря.
- Скит Сан-Марсиаль (Ermita de San Marcial). Построен в ознаменование битвы при Сан-Марсиале в 1522 году. Реконструирован в 1804 году. Находится на горе Сан-Марсиаль на окраине города.
- Скит св. Елены (Ermita de Santa Elena). Создан в XIV веке. В настоящее время в нём размещается археологический музей.